# Wildetaube
Wildetaube est une commune rurale de Thuringe (Allemagne), située dans l'arrondissement de Greiz. Elle fait partie de la Communauté d'administration Leubatal (Verwaltungsgemeinschaft Leubatal).

## Géographie

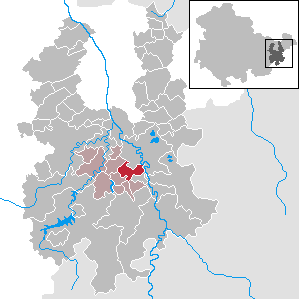
Situation de la commune (en rouge) dans l'arrondissement

Wildetaube est située au centre de l'arrondissement, au cœur du Vogtland thuringeois, au nord des Monts de Thuringe entre les rivières Leuba à l'ouest et Elster Blanche à l'est. La ville appartient à la communauté d'administration Leubatal et se trouve à 15 km au nord-ouest de Greiz, le chef-lieu de l'arrondissement.
La commune est composée des villages de Wildetaube, Altgernsdorf et Wittchendorf.
Communes limitrophes (en commençant par le nord et dans le sens des aiguilles d'une montre) : Hohenölsen, Berga/Elster, Neugernsdorf, Kühdorf et Lunzig.

## Histoire
La première mention de Wildetaube ne date que de 1751 tandis que Wittchendorf apparaît en 1209 et Altgernsdorf en 1230.
Widetaube a appartenu jusqu'en 1918 au Grand-duché de Saxe-Weimar-Eisenach (cercle de Neustadt) tandis que Wittchendorf et Altgernsdorf faisaient partie de la principauté de Reuss branche aînée (cercle de Greiz). Ces trois villages ont ensuite été intégrés au land de Thuringe en 1920 (arrondissement de Gera et arrondissement de Greiz). Après la seconde Guerre mondiale, la commune rejoint la zone d'occupation soviétique puis la République démocratique allemande en 1949 (district de Gera, arrondissement de Greiz).

## Démographie
Commune de Wildetaube dans ses dimensions actuelles :
| 1910 | 1933 | 1939 | 1995 | 2000 | 2005 | 2010 |
| ---- | ---- | ---- | ---- | ---- | ---- | ---- |
| 619, | 616, | 603, | 794  | 734  | 718  | 682  |

## Communications
La commune est située sur la route nationale B92 Gera-Greiz. La route K322 rejoint Lunzig à l'ouest et la K208 Neumühle/Elster à l'est.